# Cloruro mercuroso
Il cloruro mercuroso (o calomelano, dal nome del minerale da cui viene ricavato) è il sale di mercurio(I) dell'acido cloridrico, di formula Hg2Cl2.
A temperatura ambiente si presenta come un solido bianco inodore. È un composto nocivo, irritante, pericoloso per l'ambiente.
In calomelano sono da tempo costituiti gli elettrodi di riferimento nelle celle elettrochimiche, al posto degli elettrodi di idrogeno costituiti da un filamento di platino all'interno di un'ampolla di vetro.

## Storia
Il nome calomelano deriva dal greco καλος, bello, e μελας, nero. Il nome (sorprendente per un composto di colore bianco) è probabilmente dovuto alla caratteristica reazione di disproporzione che questo composto presenta con l'ammoniaca, che conduce alla bellissima colorazione nera dovuta alla formazione di goccioline di mercurio finemente disperse. Il calomelano era usato in medicina interna come lassativo e antisettico fino al XIX secolo.

## Preparazione e reazioni
Il cloruro di mercurio (I) si prepara a partire dal mercurio metallico e il cloruro di mercurio (II) secondo la seguente reazione:
Hg + HgCl2 → Hg2Cl2
Può inoltre essere preparato attraverso delle reazioni di metatesi fra il nitrato di mercurio (I) e vari cloruri come NaCl o HCl:
2HCl + Hg2(NO3)2 → Hg2Cl2 + 2HNO3
Come già accennato sopra l'ammoniaca provoca la disproporzione di Hg2Cl2:
Hg2Cl2 + 2NH3 → Hg + Hg(NH2)Cl + NH4Cl